# Elfi Scho-Antwerpes

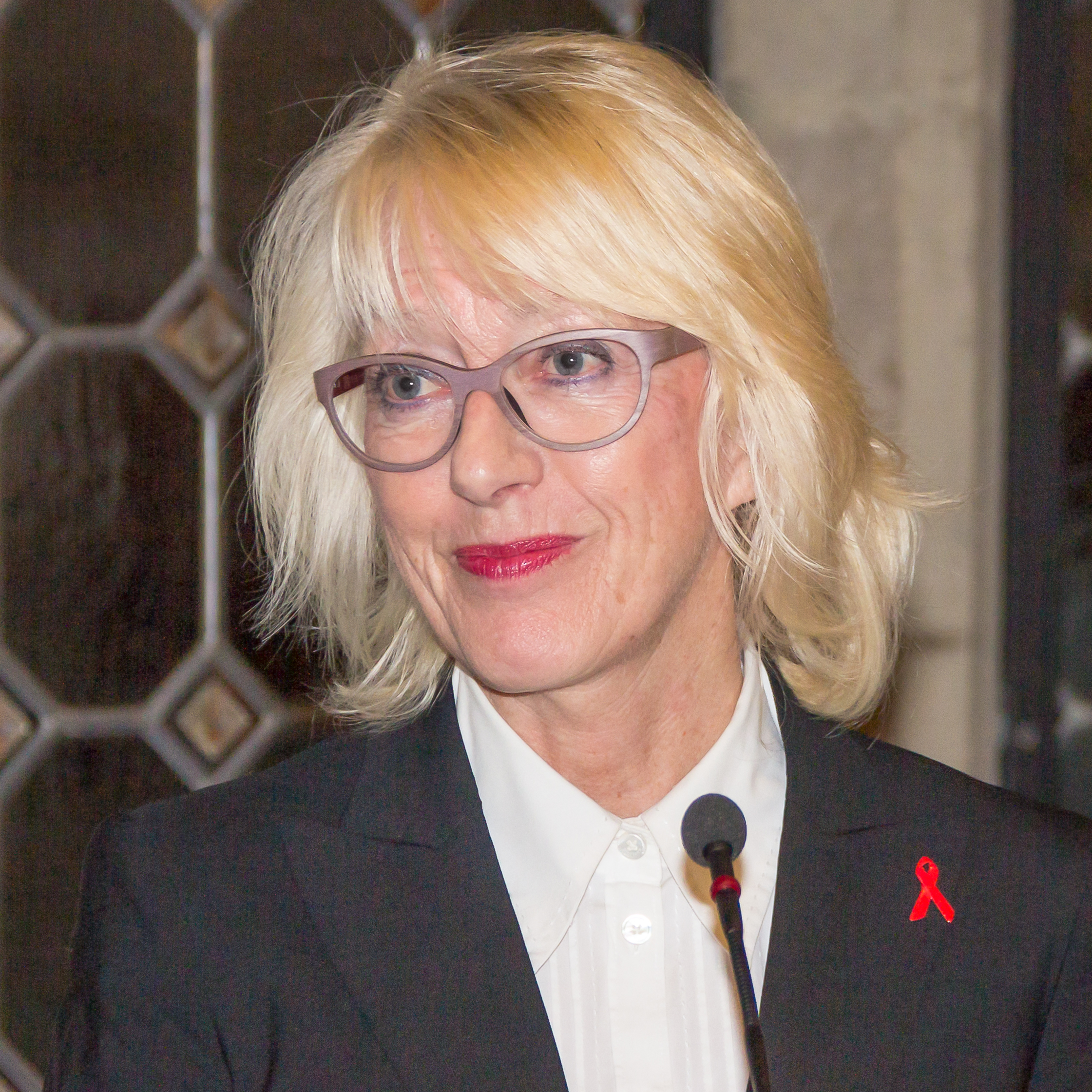
Elfi Scho-Antwerpes (2015)

Elfi Scho-Antwerpes (* 19. September 1952 in Rösrath als Elfi Scho) ist eine deutsche Politikerin (SPD). Von 2004 bis zur Kommunalwahl 2020 war sie ehrenamtliche Bürgermeisterin und wurde 2009 erste Stellvertreterin des Oberbürgermeisters der Stadt Köln. Im Oktober 2015 zog Scho-Antwerpes für zwei Jahre als Nachrückerin in den Bundestag ein.

## Leben

### Studium und Beruf
Elfi Scho studierte nach Abschluss ihrer schulischen Ausbildung Bauingenieurwesen mit Schwerpunkt Städtebau/Landesplanung an der Fachhochschule Köln und beendete dieses Studium im Jahr 1976 als graduierte Ingenieurin (Ing. grad.). Nach ihrem Studium arbeitete sie zunächst in der freien Wirtschaft und war anschließend bis zum Jahr 1983 bei der Bezirksregierung Köln in der Abteilung für Städtebau tätig.
Im Oktober 2012 wurde aufgrund einer anonymen Anfrage bei der Architektenkammer Nordrhein-Westfalen bekannt, dass sich Elfi Scho-Antwerpes in Interviews und auf der Internetseite der Stadt Köln unzutreffenderweise als „Architektin“ bezeichnete, tatsächlich aber nicht in die Architektenliste eingetragen sei. Durch ihren Anwalt ließ Scho-Antwerpes mitteilen, dass sie diese falsche Berufsbezeichnung bedaure. Nach altem Recht habe sie die Voraussetzungen erfüllt, um in die Liste aufgenommen zu werden und die geschützte Berufsbezeichnung „Architekt“ führen zu können. Gleichwohl habe sie „seit 30 Jahren ihren Beruf nicht mehr ausgeübt, auch nicht als Architektin gearbeitet und somit niemanden getäuscht“. Einen Antrag werde sie jetzt nicht mehr stellen.

### Politische Laufbahn und Ämter

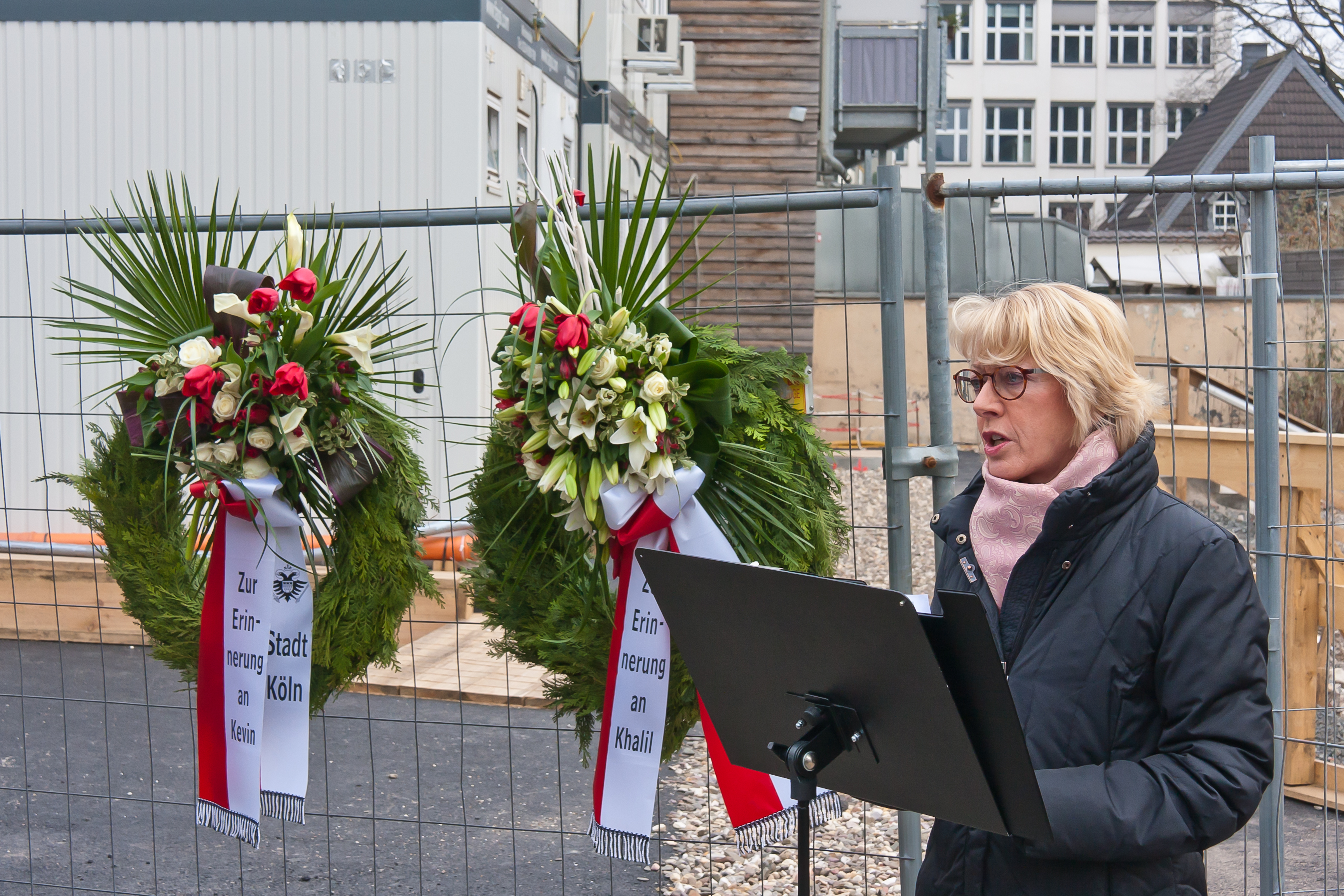
Elfi Scho-Antwerpes bei der Gedenkfeier zum 4. Jahrestag des Einsturzes des Historischen Archivs in Köln (2013)

Im Jahr 2004 zog Elfi Scho-Antwerpes in den Rat der Stadt Köln ein und wurde zur ehrenamtlichen Bürgermeisterin gewählt. Bei der Kommunalwahl 2009 wurde sie wiedergewählt und ist seitdem erste Stellvertreterin des Oberbürgermeisters, damals Jürgen Roters. Neben repräsentativen Aufgaben für die Stadt Köln ist sie schwerpunktmäßig in den Politikbereichen Soziales, Kultur und Integration tätig. Sie ist Mitglied im Ausschuss für Kunst und Kultur und vertritt den Rat in der Stadtarbeitsgemeinschaft Lesben, Schwule und Transgender. Ehrenamtlich ist sie zudem seit 1998 Kreisvorsitzende des Paritätischen Wohlfahrtsverbandes Köln und Vorsitzende des Förderkreises für das Comedia Theater in Köln. Außerdem ist sie Mitglied im Kuratorium der Diakonie Michaelshoven, Vorsitzende des Kulturforums Köln. Sie ist u. a. Schirmherrin für die soziale Sportinitiative Rheinflanke/KölnKickt und für das soziale Großprojekt Gewaltfrei Lernen in Köln, das sich für Gewaltprävention einsetzt und gegen Gewalt und Ausgrenzung unter Jugendlichen im Kölner Raum engagiert. Ihre Vorstandstätigkeit bei der Aidshilfe Köln hat Scho-Antwerpes zum 31. Mai 2022 niedergelegt. Sie wechselte in den Stiftungsrat der Deutschen AIDS-Stiftung.
In den Jahren 2013 und 2017 trat sie erfolglos zur Wahl in den Bundestag an. Am 1. Oktober 2015 zog sie als Nachrückerin in den Bundestag für Christina Kampmann ein, die Ministerin für Familie, Kinder, Jugend, Kultur und Sport des Landes Nordrhein-Westfalen wurde.

### Privates
In den Jahren 1983 bis 2003 war Elfi Scho-Antwerpes mit dem ehemaligen Kölner Regierungspräsidenten Franz-Josef Antwerpes verheiratet. Sie hat zwei Kinder und wohnt in Köln-Klettenberg.

## Auszeichnungen und Ehrungen
- 1999 wurde Elfi Scho-Antwerpes das Bundesverdienstkreuz am Bande verliehen.[9]
- 2011 wurde Scho-Antwerpes mit dem Ginkgo, einem Preis der Kölner Friedhofsgärtner, für „ihren nachhaltigen Einsatz zugunsten einer lebendigen städtischen Friedhofskultur“ ausgezeichnet.[10]
- 2012 wurde Scho-Antwerpes  der europäische Tolerantia-Preis verliehen. Mit dem seit 2006 jährlich verliehenen Preis werden vom bürgerrechtsengagierten Projekt Maneo des deutschen Vereins Mann-O-Meter e. V. gemeinsam mit den Anti-Gewalt-Projekten SOS-Homophobie aus Frankreich und Lambda und KPH aus Polen herausragende Persönlichkeiten ausgezeichnet, die sich um Toleranz verdient gemacht haben. Scho-Antwerpes erhielt den Preis für ihr hohes Engagement gegen Homophobie. Die Preisverleihung erfolgte im September 2012 in Prag.[11]

## Publikationen
- Elfi Scho-Antwerpes, 55 Jahre, Bürgermeisterin der Stadt Köln, Darmkrebs. In: Bärbel Schäfer u. Monika Schuck (Hrsg.): Ich wollte mein Leben zurück. Menschen erzählen von ihren Erfahrungen mit Krebs. Aufbau-Taschenbuch-Verlag, Berlin 2008, ISBN 978-3-7466-2416-7, S. 75–80.